# NGC 6539
NGC 6539 is een bolvormige sterrenhoop in het sterrenbeeld Slangendrager. Het ligt 27.400 lichtjaar van de Aarde verwijderd en werd op 30 september 1856 ontdekt door de Deense astronoom Theodor Brorsen (1819-1895). Deze bolvormige sterrenhoop zou Brorsen's eerste en enige ontdekking zijn van een deepsky object dat tevens een plaats kreeg in de New General Catalogue.
Waarnemers in de Benelux kunnen, aan de hand van NGC 6539, op zoek gaan naar de gordel van geostationaire satellieten. De telescoop met volgmechanisme dient naar NGC 6539 gericht te worden, de geostationaire satellieten bewegen traag doorheen het beeldveld.
Een halve graad ten zuiden van NGC 6539 bevindt zich, vanaf de Aarde gezien, een  rechthoekig asterisme met, in de noordwestelijke hoek ervan, Tau Ophiuchi, de helderste van deze vier sterren.

## Synoniemen
- GCl 85